# FMA IA 58
Die FMA IA 58 Pucará ist ein argentinisches COIN (COunterINsurgency)-Flugzeug. Sie war für die Guerilla-Bekämpfung konzipiert. Sie ist in der Lage, von kleinsten unbefestigten Startplätzen aus zu operieren. Der Name Pucará ist die Bezeichnung für eine frühe südamerikanische Festungsart.

## Entwicklung und Produktion
Sie wurde von der FMA Fábrica Militar de Aviones SA ab 1966 unter Leitung von Hector Ruiz entwickelt und gebaut. Nachdem ab Dezember 1967 ein antriebsloses Modell getestet worden war, fand der Erstflug der Pucará am 20. August 1969 mit den Triebwerken AiResearch TPE 331 statt. Ein zweiter Prototyp folgte am 6. September 1970. Dieser Prototyp besaß bereits die späteren Serientriebwerke. Nach einem dritten Prototyp erfolgte am 8. September 1974 der Erstflug der Serienmaschine, die im Jahr 1975 in Dienst gestellt wurde. Am 15. Mai 1979 flog erstmals die überarbeitete Version I.A.58B mit verbesserter Avionik und zwei 30-mm-DEFA-Kanonen. Danach folgte im Jahr 1980 die als IA-66 bezeichnete Ableitung mit 746 kW starken Garrett-Propellerturbinen. Die Entwicklung wurde mit der einsitzigen Variante I.A.58C abgeschlossen. Es wurde nur der Prototyp hergestellt, dessen Erstflug am 30. Dezember 1985 stattfand. In diesen Prototyp flossen die Erfahrungen des Falklandkrieges mit ein. So wurde die IA-58C mit einer verbesserten Navigationsanlage, mit Radarwarnempfängern, einer verstärkten Cockpitpanzerung, 30-mm-Kanonen und Aufhängungen für Luft-Luft-Lenkraketen versehen. Die Bezeichnung IA-58C und D wird heute manchmal für überholte und mit GPS ausgerüstete IA-58A wiederverwendet. Insgesamt wurden bis 1988 108 Stück gebaut, von denen noch 36 im Dienst der argentinischen Luftstreitkräfte stehen.
Da die Maschinen weiterhin bei der argentinischen Luftwaffe in Dienst stehen und bis auf weiteres keine Ablösung in Sicht ist, führt Argentinien seit 2011 eine Modernisierung der Flugzeuge vor allem im Bereich der Avionik und Cockpitinstrumentierung sowie eine Umrüstung auf Pratt & Whitney-PT-6A-62-Triebwerke mit Vierblatt-Propellern. Die modernisierten Flugzeuge werden als IA-58H bezeichnet.

## Konstruktion
Die Pucará ist ein leichter zweimotoriger und zweisitziger Tiefdecker mit geraden trapezförmigen Tragflächen und T-Leitwerk. Angetrieben wird sie von zwei am Tragwerk angebrachten PTL-Triebwerken Turboméca Astazou XVI G und ist somit – für Kampfflugzeuge heutzutage eher unüblich – ein Propellerflugzeug. Der Treibstoff befindet sich in zwei selbstdichtenden Tanks in den Tragflächen sowie in zwei Rumpftanks. Sie besitzt ein mit Panzerplatten geschütztes Tandem-Cockpit, in dem die Piloten hintereinander sitzen und über die gleiche Ausstattung verfügen. Um der Besatzung eine gute Sicht zu ermöglichen, ist das Cockpit stark ansteigend gestaltet und von einer zweischaligen Kabinenhaube umgeben, die nahezu Rundumsicht gewährleistet. Neben Kommunikations- und Navigationsausrüstung ist das Cockpit mit einem Reflexvisier für Sturzflugangriffe ausgerüstet. Trotz der Leichtbauweise wurden Zero-zero-Schleudersitze Mk.6 des Herstellers Martin-Baker eingebaut. Das Fahrwerk in Bugradanordnung ist einziehbar, wobei das Hauptfahrwerk doppelt und das Bugrad einzeln bereift ist. Für Landungen auf kurzen unebenen Landeplätzen verfügt die Pucará über ein Hauptfahrwerk mit stählernen Ringfeder-Stoßdämpfern wie die Ju 88 mit langem Federweg.
Unter der Nase des Flugzeuges können zwei 20-mm-Kanonen mit je 270 Schuss Munition sowie zusätzlich vier 7,62-mm-MGs FN-Browning mit je 900 Schuss eingebaut werden. Für zusätzliche Außenlasten verfügt die Pucará über drei Pylone. Der Pylon unter dem Rumpf kann mit bis zu 1.000 kg belastet werden, zwei weitere unter den Tragflächen mit je bis zu 250 kg.

## Exporte
Einige Maschinen wurden exportiert nach:
- Irak (nicht mehr im Einsatz)
- Kolumbien (nicht mehr im Einsatz)
- Mauretanien (von drei Flugzeugen noch eines aktiv)
- Sri Lanka (nicht mehr im Einsatz)
- Uruguay (Fuerza Aérea Uruguaya) (von sechs Flugzeugen noch fünf aktiv)
- Vereinigtes Königreich (fünf Beuteflugzeuge aus dem Falklandkrieg)

## Falklandkrieg
Bekannt wurden die Maschinen 1982 im Falklandkrieg. Im Falklandkrieg wurde die Pucará nur deshalb benutzt, weil sie neben Hubschraubern das einzige argentinische Kampfflugzeug war, das auf der kurzen und regennassen Startbahn von Port Stanley und anderen Feldflugplätzen eingesetzt werden konnte. Es wurden 24 Maschinen dort stationiert. Während der Kämpfe auf den Inseln wurde die Pucará zur Luftnahunterstützung der argentinischen Bodentruppen eingesetzt. Bei 186 Einsätzen attackierten die Maschinen britische Truppen, Landungsboote oder das Flugfeld Goose Green und konnten bei einem Einsatz am 28. Mai 1982 einen Scout-Hubschrauber abschießen. Bei diesen Einsätzen war die Pucará mit Bomben, ungelenkten Raketen und Napalm bewaffnet. Bei den vor den Inseln tobenden Seekämpfen kam die Pucará nicht zum Einsatz, da sie für diese Art von Kampfeinsatz nicht geeignet war. Argentinien verlor in diesem Konflikt fünf Pucarás in der Luft und 14 am Boden. Fünf Maschinen wurden erbeutet und später nach Großbritannien überführt. Eine der Maschinen (A-515) wurde von April bis September 1983 in Boscombe Down bewertet und später im Royal Air Force Museum Cosford ausgestellt.

## Technische Daten
| Kenngröße                         | Daten                          |
| --------------------------------- | ------------------------------ |
| Hersteller                        | FMA                            |
| Land                              | Argentinien                    |
| Aufgabe                           | leichtes Erdkampfflugzeug      |
| Besatzung                         | 2                              |
| Gesamtlänge                       | 14,25 m                        |
| Höhe                              | 5,36 m                         |
| Spannweite                        | 14,50 m                        |
| Flügelfläche                      | 30,30 m²                       |
| Flügelstreckung                   | 6,9                            |
| Radstand                          | 3,48 m                         |
| Spurweite                         | 4,20 m                         |
| Leermasse                         | 4.037 kg                       |
| Treibstoffvorrat                  | 1.260 l                        |
| max. Startmasse                   | 6.800 kg                       |
| Antrieb                           | 2 × PTL Turboméca Astazou XV1G |
| Leistung                          | 2 × 737 kW (2 × 1.002 wps)     |
| Höchstgeschwindigkeit             | 500 km/h                       |
| Reisegeschwindigkeit              | 430 km/h                       |
| Anfangssteigleistung              | 18 m/s                         |
| Dienstgipfelhöhe                  | 10.000 m                       |
| Reiseflughöhe                     | 6.000 m                        |
| Startrollstrecke                  | 300 m                          |
| Landerollstrecke                  | 200 m                          |
| Startstrecke bis 15 m Höhe        | 705 m                          |
| Landestrecke aus 15 m Höhe        | 600 m                          |
| Flächenbelastung                  | 224 kg/m²                      |
| Lastvielfache                     | +6/−3g                         |
| max. Reichweite (mit Zusatztanks) | 3.400 km                       |
| normale Reichweite                | 1.400 km                       |

## Bewaffnung

### Im Rumpf integrierte Rohrwaffen
- 2 × 20-mm-Maschinenkanone Hispano-Suiza HS.804 mit je 270 Schuss Munition
- 4 × 7,62-mm-Maschinengewehr Browning FN M2-20 mit je 225 Schuss

Kampfmittel bis zu 1.620 kg an drei Außenlaststationen
Luft-Boden-Lenkflugkörper
- 2 × Martin Pescador MP-1000 (Lizenzbau AGM-12 Bullpup) – funkferngesteuerter Lenkflugkörper gegen statische Bodenziele

Ungelenkte Luft-Boden-Raketen
- 3 × BRU-42 TER (Triple Ejection Rack) mit je 3 × LAU-3/A-Raketen-Rohrstartbehältern für je 7 × ungelenkten Hydra-Luft-Boden-Raketen; Kaliber 70-mm-Raketen / 2,75 inch
- 2 × STA SA CBAS-1-Raketen-Rohrstartbehälter  für je 17 × ungelenkte Albatros-Luft-Boden-Raketen; Kaliber 70 mm
- 2 × LAU-61/A-Raketen-Rohrstartbehälter für je 19 × ungelenkte Hydra-Luft-Boden-Raketen; Kaliber 70 mm / 2,75 inch
- 2 × Matra 116M-Raketen-Rohrstartbehälter für je 19 × ungelenkten SNEB-Luft-Boden-Raketen, Kaliber 68 mm
- 2 × Matra F1-Raketen-Rohrstartbehälter für je 36 × ungelenkten SNEB-Luft-Boden-Raketen; Kaliber 68 mm
- 2 × SNIA AL-18-50-Raketen-Rohrstartbehälter für je 18 × ungelenkte Luft-Boden-Raketen SNIA-BPD; Kaliber 51 mm
- 2 × SNIA Medusa-Raketen-Rohrstartbehälter für je 6 × ungelenkte Luft-Boden-Raketen SNIA-BPD; Kaliber 81 mm

Ungelenkte Bomben
- 1 × STA SA BK-BR-500 500-kg-Freifallbombe
- 3 × STA SA BK-BR-250 250-kg-Freifallbombe
- 2 × Mk.77 Mod 2 / Mod 4 (230-kg-/500-lb-Napalm-Brandbombe)
- 3 × Bombenträger für je 3 × BK-BR-125 125-kg-Freifallbomben
- 3 × Bombenträger für je 6 × BK-BR-50 50-kg-Freifallbomben

Zusatzbehälter
- 1 × abwerfbarer Zusatztank für 1.200 Liter Kerosin